# 上隆维茨
上隆维茨（德語：Oberlungwitz，發音：[ˈoːbɐˌlʊŋvɪts] ⓘ）是德国萨克森州茨维考县的城市，面积14.68平方千米，2023年12月31日人口为5,812人。